# Џиндићи (Горажде)
Џиндићи је насељено мјесто у граду Горажду, Босна и Херцеговина.

## Становништво
|         | 2013.       | 1991.         | 1981.         | 1971.        |
| Укупно  | 96 (100,0%) | 126 (100,0%)  | 120 (100,0%)  | 90 (100,0%)  |
| Бошњаци | 96 (100,0%) | 126 (100,0%)1 | 119 (99,17%)1 | 90 (100,0%)1 |
| Срби    | –           | –             | 1 (0,833%)    | –            |

1. 1 На пописима од 1971. до 1991. Бошњаци су пописивани углавном као Муслимани.